# Kacper Gieryk
Kacper Gieryk, né le 26 mars 2002 à Nakło nad Notecią, est un coureur cycliste polonais. 

## Biographie
Kacper Gieryk est le fils de Sławomir Gieryk, lui-même ancien coureur cycliste,. Il participe à ses premières courses en 2012.
En 2021, il termine deuxième du contre-la-montre et troisième de la course en ligne aux championnats de Pologne juniors (moins de 19 ans). Il est également sélectionné en équipe nationale pour les championnats d'Europe juniors, où il prend la septième place du contre-la-montre, et pour les championnats du monde juniors, où il se classe douzième de l'épreuve chronométrée et 73e de la course en ligne. 
Il rejoint l'équipe continentale HRE Mazowsze Serce Polski en 2022. En juin, il devient champion de Pologne du contre-la-montre dans la catégorie espoir (moins de 23 ans). Trois mois plus tard, il finit sixième de l'Orlen Nations Grand Prix, manche de la Coupe des Nations U23. Il représente ensuite son pays dans le contre-la-montre espoir et le contre-la-montre par équipes aux championnats du monde de Wollongong.
En novembre 2024 il est suspendu par l'UCI après un contrôle positif à l'EPO, après le contre-la-montre individuel espoirs aux championnats du monde de Zurich où il termine 40e.

## Palmarès et résultats

### Palmarès par année
- 2021
  - 2e étape de Pologne-Ukraine (contre-la-montre)
  - 2e du championnat de Pologne du contre-la-montre juniors
  - 2e de Pologne-Ukraine
  - 3e du championnat de Pologne sur route juniors
  - 7e du championnat d'Europe du contre-la-montre juniors
- 2022
  -  Champion de Pologne du contre-la-montre espoirs
  - 2e étape de Pologne-Ukraine (contre-la-montre)
  - 3e de Pologne-Ukraine
- 2023
  -  Champion de Pologne du contre-la-montre espoirs
  - Chrono des Nations-Les Herbiers-Vendée espoirs
  - 7e du championnat d'Europe du contre-la-montre espoirs
- 2024
  -  Champion de Pologne du contre-la-montre espoirs
  - 1re étape du RBB Tour (contre-la-montre)

### Classements mondiaux
| Année                                 | 2022 | 2023  | 2024  |
| ------------------------------------- | ---- | ----- | ----- |
| Classement mondial                    | 813e | 1032e | 1351e |
| UCI Europe Tour                       | 611e | nc    | nc    |
|                                       |      |       |       |
| Légende : nc = non classéSource : UCI |      |       |       |